# 膽小鬼博弈
膽小鬼博弈（英語：the game of chicken，又譯懦夫博弈、小雞遊戲），又稱鹰鸽博弈（hawk–dove game）或雪堆博弈（snowdrift game），是博弈論中兩個玩家對抗的模型，一個玩家讓步對於雙方都有好處，而玩家的最佳選擇取決於其對手會做什麼：如果對手讓步，那本方就不應該讓步，但如果對手不讓步，本方就應該讓步。簡而言之就是「不要命的最大」。
「膽小鬼博弈」這一名稱的由來是一種危險的遊戲，遊戲中兩名車手相对驅車而行。如果有一方轉彎，而另一方沒有，那麼轉彎的一方會被恥笑為「膽小鬼」（chicken），另一方勝出；但如果兩人都拒絕轉彎，任由兩車相撞，最終兩人都會死於車禍，這博弈模型在英文中稱為“The Game of Chicken”（懦夫遊戲），該術語在政治學和經濟學中普遍使用。「鷹鴿」（hawk–dove）指的是面對同一資源的爭奪中，競爭者可以選擇調和或者對抗的情況，該術語常見於生物學和进化博弈理论。在博弈論中，兩種叫法並無實質區別，不同的名稱源於不同研究領域的基本原則的平行發展。這種博弈也被用於描述核戰爭中的相互保證毀滅，特別是古巴導彈危機中的邊緣政策。